# Eredivisie (vrouwenhandbal) 2021/22
De eredivisie is de hoogste afdeling van het Nederlandse handbal bij de dames op landelijk niveau. Er nemen twaalf teams deel. Dit seizoen heeft dezelfde twaalf teams als afgelopen seizoen. Dit komt door het vroegtijdig stoppen van het eredivisie seizoen 2020/21.
Nadat reguliere competitie bijna ten einde was, diende het team van Borhave een verzoek in bij het Nederlands Handbal Verbond om de nacompetitie niet te spelen en zich terug te trekken uit de eredivisie. Deze beslissing kwam tot stand door vele blessures en corona-gevallen binnen de selectie van Borhave. Op 22 maart 2022 werd bekend dat Borhave na het spelen van de inhaalwedstrijd tegen Garage Kil/Volendam per direct uit de eredivisie/nacompetitie werd gezet.

## Opzet
- Teams die voor de kampioenspoule zijn geplaatst zijn direct geplaatst voor de 1/8-finales van de landelijke bekercompetitie in het seizoen 2021/2022.
- de nummers 9 en 10 plaatsen zich direct voor de 1/8-finales van de landelijke bekercompetitie in het seizoen 2021/2022
- de nummer 12 degradeert naar de Eerste divisie.
- Indien een vereniging met een team in de kampioenspoule van de nacompetitie eredivisie een tweede team heeft dat uitkomt in de eerste divisie, kan het team van betrokken vereniging niet in aanmerking komen voor promotie naar de eredivisie.

## Teams
| Ploeg                         | Plaats     | Provincie     | Trainer(s)                                            | Hal                                           |
| ----------------------------- | ---------- | ------------- | ----------------------------------------------------- | --------------------------------------------- |
| BFC                           | Beek       | Limburg       | Harold Nüsser                                         | De Haamen                                     |
| Borhave                       | Borne      | Overijssel    | Herman Keppels                                        | 't Wooldrik                                   |
| Boer'n Trots Kaas/DSVD        | Deurningen | Overijssel    | Jan Majoor                                            | 't Hoge Vonder                                |
| Fortissimo                    | Cothen     | Utrecht       | Ronald van de Kamp                                    | De Rijnsloot                                  |
| PCA/Kwiek                     | Raalte     | Overijssel    | Lars Hoogeveen                                        | Tijenraan                                     |
| HV Quintus                    | Kwintsheul | Zuid-Holland  | Fred Michielsen                                       | Eekhout Hal                                   |
| Westfriesland/SEW             | Nibbixwoud | Noord-Holland | Jeroen Smits Arthur Langedijk ontslagen in april 2022 | Westfrieslandhal                              |
| Geonius/V&L                   | Geleen     | Limburg       | Edwin Janssen                                         | Glanerbrook Fletcher Wellness-Hotel (Sittard) |
| Cabooter Group/HandbaL Venlo  | Venlo      | Limburg       | Robin Gielen                                          | Craneveld                                     |
| OTTO Work Force/VOC Amsterdam | Amsterdam  | Noord-Holland | Rachel de Haze                                        | Elzenhagen                                    |
| Garage Kil/Volendam           | Volendam   | Noord-Holland | Serge Ter Horst                                       | Opperdam                                      |
| JuRo Unirek/VZV               | 't Veld    | Noord-Holland | Rolf Schulte                                          | 't Zijveld                                    |

1. Sanne Hekking ·
2. Manon Nicolaes ·
4. Femke Houtvast ·
6. Jaimy Habets ·
7. Yvette Janssen ·
8. Balou Stassen ·
9. Len Hendrix ·
10. Sanne Raven ·
13. Mirre Cremers ·
14. Anique van Malsen ·
15. Lisa Lamber ·
16. Melissa Beaumont ·
17. Luka Vorstenbosch ·
19. Lissy Janssen ·
20. Naomi Starmans ·
21. Aniek Bemelmans ·
Eefje Huijsmans  ·
Coach: Harold Nüsser
· Assistent-coach: Nick Onink
Lisa Bosch ·
Jessica Hilbrands ·
Tessa Hilbrands ·
Lynn Holtman ·
Floor Liefers ·
Daphne Luchies ·
Joy Maatman ·
Anouk van Rijssen ·
Maron Schepers ·
Floor Tutert ·
Astrid Uitslag ·
Nel Veldhuis ·
Claudia ter Wal ·
Marit Winkels ·
Coach: Lars Hoogeveen
1. Marit Buckers ·
3. Lianne van Sleeuwen ·
4. Angela Steenbakkers ·
5. Janiek van Sleeuwen ·
6. Ruby Vaessens ·
7. Manon Zijlmans ·
8. Demi Smolenaers ·
9. Tessa Schuijs ·
10. Anna Leunissen ·
11. Lynn Geurts ·
13. Liza Rovers ·
14. Becky van Nijf ·
17. Annika Noordink ·
22. Sharon Grummel ·
23. Roos Beljon ·
26. Pien de Swart ·
Coach: Robin Gielen

## Reguliere competitie

### Stand
| Pos | Club                          | Wed | W  | G | V  | Ptn | DV  | DT  | +/−  | Opmerking                      |
| --- | ----------------------------- | --- | -- | - | -- | --- | --- | --- | ---- | ------------------------------ |
| 1   | OTTO Work Force/VOC Amsterdam | 22  | 21 | 0 | 1  | 42  | 780 | 507 | +273 | Geplaatst voor kampioenspoule  |
| 2   | Cabooter Group/HandbaL Venlo  | 22  | 20 | 0 | 2  | 40  | 756 | 526 | +230 | Geplaatst voor kampioenspoule  |
| 3   | HV Quintus                    | 22  | 16 | 2 | 4  | 34  | 730 | 584 | +146 | Geplaatst voor kampioenspoule  |
| 4   | JuRo Unirek/VZV               | 22  | 15 | 1 | 6  | 31  | 643 | 565 | +78  | Geplaatst voor kampioenspoule  |
| 5   | Westfriesland/SEW             | 22  | 14 | 1 | 7  | 29  | 638 | 544 | +94  | Geplaatst voor kampioenspoule  |
| 6   | PCA/Kwiek                     | 22  | 9  | 0 | 13 | 18  | 604 | 612 | -8   | Geplaatst voor kampioenspoule  |
| 7   | Garage Kil/Volendam           | 22  | 9  | 0 | 13 | 18  | 567 | 619 | -52  | Geplaatst voor kampioenspoule  |
| 8   | Geonius/V&L                   | 22  | 8  | 1 | 13 | 17  | 573 | 623 | -50  | Geplaatst voor kampioenspoule  |
| 9   | Fortissimo                    | 22  | 4  | 2 | 16 | 10  | 512 | 675 | -161 | Geplaatst voor degradatiepoule |
| 10  | BFC                           | 22  | 4  | 2 | 16 | 10  | 471 | 652 | -181 | Geplaatst voor degradatiepoule |
| 11  | Borhave                       | 22  | 3  | 2 | 17 | 8   | 473 | 648 | -175 | Geplaatst voor degradatiepoule |
| 12  | Boer'n Trots Kaas/DSVD        | 22  | 3  | 1 | 18 | 7   | 552 | 746 | -194 | Geplaatst voor degradatiepoule |

### Uitslagen
|                               | BFC     | BOR     | DSV     | FRT     | KWI     | QUI     | SEW     | V&L     | VEN     | VOC     | VOL     | VZV     |
| ----------------------------- | ------- | ------- | ------- | ------- | ------- | ------- | ------- | ------- | ------- | ------- | ------- | ------- |
| BFC                           | 00 – 00 | 23 – 20 | 28 – 27 | 24 – 27 | 21 – 25 | 25 – 39 | 12 – 27 | 26 – 25 | 17 – 29 | 20 – 39 | 21 – 30 | 28 – 28 |
| Borhave                       | 26 – 26 | 00 – 00 | 24 – 25 | 26 – 27 | 19 – 30 | 20 – 24 | 16 – 32 | 23 – 23 | 15 – 25 | 16 – 41 | 19 – 36 | 23 – 28 |
| Boer'n Trots Kaas/DSVD        | 28 – 29 | 28 – 30 | 00 – 00 | 34 – 27 | 32 – 30 | 27 – 38 | 26 – 30 | 25 – 40 | 28 – 40 | 15 – 45 | 20 – 33 | 23 – 39 |
| Fortissimo                    | 21 – 19 | 25 – 31 | 21 – 21 | 00 – 00 | 28 – 35 | 34 – 34 | 14 – 34 | 26 – 37 | 28 – 39 | 22 – 39 | 23 – 31 | 22 – 32 |
| PCA/Kwiek                     | 29 – 22 | 32 – 18 | 40 – 28 | 31 – 17 | 00 – 00 | 24 – 38 | 26 – 27 | 26 – 21 | 26 – 35 | 24 – 32 | 29 – 27 | 24 – 33 |
| HV Quintus                    | 31 – 19 | 33 – 22 | 44 – 26 | 36 – 27 | 31 – 20 | 00 – 00 | 36 – 32 | 44 – 20 | 21 – 35 | 26 – 33 | 40 – 25 | 37 – 24 |
| Westfriesland/SEW             | 34 – 13 | 37 – 21 | 38 – 26 | 28 – 19 | 26 – 25 | 25 – 25 | 00 – 00 | 27 – 26 | 26 – 40 | 22 – 38 | 34 – 23 | 22 – 25 |
| Geonius/V&L                   | 32 – 22 | 29 – 20 | 23 – 21 | 15 – 30 | 36 – 26 | 24 – 33 | 27 – 23 | 00 – 00 | 18 – 33 | 31 – 39 | 27 – 26 | 23 – 25 |
| Cabooter Group/HandbaL Venlo  | 32 – 16 | 37 – 19 | 46 – 27 | 32 – 15 | 36 – 29 | 38 – 29 | 32 – 25 | 35 – 26 | 00 – 00 | 30 – 23 | 33 – 22 | 36 – 37 |
| OTTO Work Force/VOC Amsterdam | 46 – 22 | 35 – 25 | 42 – 15 | 35 – 18 | 29 – 24 | 29 – 16 | 35 – 28 | 41 – 25 | 32 – 23 | 00 – 00 | 34 – 24 | 31 – 23 |
| Garage Kil/Volendam           | 28 – 23 | 21 – 24 | 28 – 25 | 29 – 22 | 25 – 23 | 30 – 39 | 16 – 33 | 23 – 21 | 18 – 32 | 26 – 33 | 00 – 00 | 25 – 34 |
| JuRo Unirek/VZV               | 29 – 15 | 31 – 17 | 31 – 25 | 34 – 19 | 31 – 26 | 25 – 28 | 23 – 28 | 29 – 24 | 28 – 39 | 24 – 29 | 30 – 21 | 00 – 00 |

## Nacompetitie

### Degradatiepoule
Borhave heeft voor aanvang van de nacompetitie aangegeven om niet deel te nemen aan de degradatiepoule en meteen terug te trekken uit de eredivisie. De overige teams die gekwalificeerd zijn voor de degradatiepoule spelen alleen voor rangschikking en niet voor degradatie naar de eerste divisie.

#### Stand
| Pos | Club                   | Wed | W | G | V | Ptn | DV  | DT  | +/− | Opmerking |
| --- | ---------------------- | --- | - | - | - | --- | --- | --- | --- | --------- |
| 1   | Boer'n Trots Kaas/DSVD | 4   | 3 | 0 | 1 | 6   | 124 | 101 | +23 |           |
| 2   | BFC                    | 4   | 2 | 0 | 2 | 6   | 95  | 100 | -5  |           |
| 3   | Fortissimo             | 4   | 1 | 0 | 3 | 4   | 99  | 117 | -8  |           |

Bron: NHV Uitslagen-standen

#### Uitslagen
|                        | BFC     | DSV     | FRT     |
| ---------------------- | ------- | ------- | ------- |
| BFC                    | 00 – 00 | 29 – 22 | 24 – 22 |
| Boer'n Trots Kaas/DSVD | 28 – 23 | 00 – 00 | 41 – 31 |
| Fortissimo             | 28 – 19 | 18 – 33 | 00 – 00 |

Bron: NHV Uitslagen-standen

### Kampioenspoule

#### Eerste ronde

##### Groep A

###### Stand
| Pos | Club                          | Wed | W | G | V | Ptn | DV  | DT  | +/− | Opmerkingen                        |
| --- | ----------------------------- | --- | - | - | - | --- | --- | --- | --- | ---------------------------------- |
| 1   | OTTO Work Force/VOC Amsterdam | 6   | 6 | 0 | 0 | 15  | 226 | 150 | +76 | Geplaatst voor Best of Three Serie |
| 2   | JuRo Unirek/VZV               | 6   | 2 | 1 | 3 | 07  | 174 | 186 | -12 |                                    |
| 3   | Geonius/V&L                   | 6   | 3 | 0 | 3 | 06  | 170 | 190 | -20 |                                    |
| 4   | PCA/Kwiek                     | 6   | 0 | 1 | 5 | 02  | 158 | 202 | -44 |                                    |

Bron: NHV Uitslagen-standen

###### Uitslagen
|                               | KWI     | V&L     | VOC     | VZV     |
| ----------------------------- | ------- | ------- | ------- | ------- |
| PCA/Kwiek                     | 00 – 00 | 27 – 28 | 33 – 38 | 27 – 27 |
| Geonius/V&L                   | 36 – 19 | 00 – 00 | 20 – 33 | 39 – 32 |
| OTTO Work Force/VOC Amsterdam | 40 – 25 | 49 – 20 | 00 – 00 | 34 – 23 |
| JuRo Unirek/VZV               | 33 – 27 | 30 – 27 | 29 – 32 | 00 – 00 |

Bron: NHV Uitslagen-standen

##### Groep B

###### Stand
| Pos | Club                         | Wed | W | G | V | Ptn | DV  | DT  | +/− | Opmerkingen                        |
| --- | ---------------------------- | --- | - | - | - | --- | --- | --- | --- | ---------------------------------- |
| 1   | Cabooter Group/HandbaL Venlo | 6   | 5 | 0 | 1 | 13  | 203 | 137 | +66 | Geplaatst voor Best of Three Serie |
| 2   | HV Quintus                   | 6   | 3 | 1 | 2 | 09  | 179 | 166 | +13 |                                    |
| 3   | Westfriesland/SEW            | 6   | 1 | 1 | 4 | 04  | 146 | 179 | -33 |                                    |
| 4   | Garage Kil/Volendam          | 6   | 2 | 0 | 4 | 04  | 143 | 189 | -46 |                                    |

Bron: NHV Uitslagen-standen

###### Uitslagen
|                              | QUI     | SEW     | VEN     | VOL     |
| ---------------------------- | ------- | ------- | ------- | ------- |
| HV Quintus                   | 00 – 00 | 26 – 26 | 30 – 28 | 26 – 27 |
| Westfriesland/SEW            | 29 – 37 | 00 – 00 | 26 – 33 | 24 – 18 |
| Cabooter Group/HandbaL Venlo | 30 – 27 | 36 – 22 | 00 – 00 | 42 – 22 |
| Garage Kil/Volendam          | 26 – 33 | 30 – 29 | 20 – 35 | 00 – 00 |

Bron: NHV Uitslagen-standen

#### Ronde 2 (Kruisfinale en rangorde)
| 14 mei 2022 | Garage Kil/Volendam | 30 - 26 | PCA/Kwiek |

| 21 mei 2022 | PCA/Kwiek | 38 - 29 | Garage Kil/Volendam |

| 14 mei 2022 | Geonius/V&L | 25 - 26 | Westfriesland/SEW |

| 21 mei 2022 | Westfriesland/SEW | 31 - 25 | Geonius/V&L |

| 14 mei 2022 | JuRo Unirek/VZV | 33 - 30 | HV Quintus |

| 22 mei 2022 | HV Quintus | 36 - 18 | JuRo Unirek/VZV |

### Best of Three
| 14 mei 2022 16:00 | OTTO Work Force/VOC Amsterdam | 22 – 24 | Cabooter Group/HandbaL Venlo | Elzenhagen, Amsterdam Scheidsrechters: Stobbe, Klopers |
| 14 mei 2022 16:00 | (7-13)                        |         |                              | Elzenhagen, Amsterdam Scheidsrechters: Stobbe, Klopers |
| 14 mei 2022 16:00 |                               |         |                              | Elzenhagen, Amsterdam Scheidsrechters: Stobbe, Klopers |

| 21 mei 2022 14:15 | Cabooter Group/HandbaL Venlo | 34 – 28 | OTTO Work Force/VOC Amsterdam | Craneveld, Venlo Scheidsrechters: Egberts, Van de Beek |
| 21 mei 2022 14:15 | (16-16)                      |         |                               | Craneveld, Venlo Scheidsrechters: Egberts, Van de Beek |
| 21 mei 2022 14:15 |                              |         |                               | Craneveld, Venlo Scheidsrechters: Egberts, Van de Beek |

| 28 mei 2022 | OTTO Work Force/VOC Amsterdam | v | Cabooter Group/HandbaL Venlo | Elzenhagen, Amsterdam |
| 28 mei 2022 |                               |   |                              | Elzenhagen, Amsterdam |
| 28 mei 2022 |                               |   |                              | Elzenhagen, Amsterdam |

## Eindstand
| 01. | Cabooter Group/HandbaL Venlo  | - Gekwalificeerd voor de EHF European Cup |
| 02. | OTTO Work Force/VOC Amsterdam | - Geen Europees handbal                   |
| 03. | HV Quintus                    | - Gekwalificeerd voor de EHF European Cup |
| 04. | JuRo Unirek/VZV               | - Gekwalificeerd voor de EHF European Cup |
| 05. | Westfriesland/SEW             | - Gekwalificeerd voor de EHF European Cup |
| 06. | Geonius/V&L                   |                                           |
| 07. | PCA/Kwiek                     |                                           |
| 08. | Garage Kil/Volendam           |                                           |
| 09. | Boer'n Trots Kaas/DSVD        |                                           |
| 10. | BFC                           |                                           |
| 11. | Fortissimo                    |                                           |
| 12. | Borhave                       | - Teruggetrokken uit de eredivisie        |